# Torba

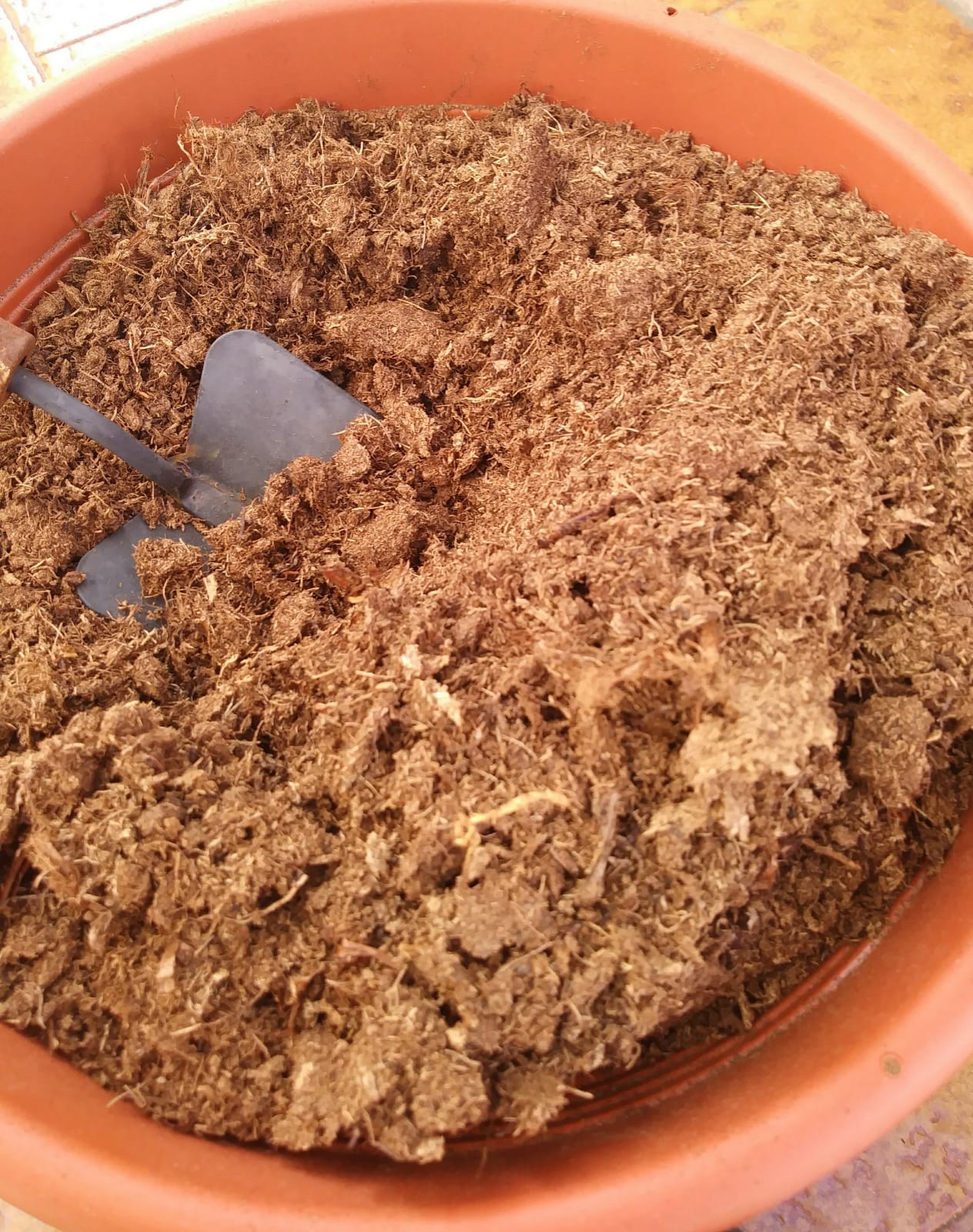
Torba di sfagno

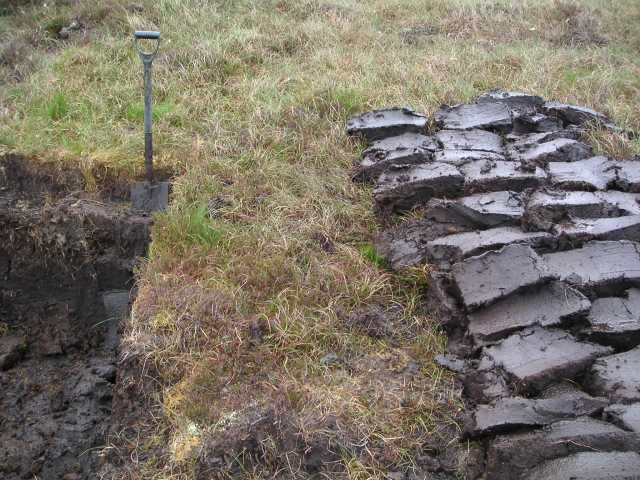
Torba a Lewis, in Scozia

La torba è un deposito composto da resti vegetali sprofondati e impregnati d'acqua che, a causa dell'acidità dell'ambiente, non riescono a decomporsi interamente. All'interno della torba possono trovarsi molti altri tipi di materiale organico, come carcasse di insetti ed altri animali.

## Descrizione
La torba si accumula in suoli più o meno saturi d'acqua e in assenza di ossigeno. Rappresenta lo stadio iniziale della formazione del carbone: la sua carbonizzazione si è arrestata in seguito a grandi sconvolgimenti avvenuti verso la fine dell'era terziaria, all'inizio del quaternario, che hanno riportato a contatto con l'aria dei resti vegetali ancora in gran parte ricchi di idrogeno e ossigeno.
Dato che il processo di fossilizzazione non è ancora completato, da un punto di vista commerciale le torbe non sono più incluse tra i carboni fossili. Solo sotto certe condizioni la torba si trasforma in carbone di lignite nel corso di milioni di anni.
La torba grazie ad un processo di carbonizzazione si trasforma in carbone.

## Classificazione delle torbe
La classificazione delle torbe può avvenire secondo il loro stato di decomposizione o grado di maturazione.
Allo scopo si utilizza la seguente scala di Von Post che per convenzione classifica le torbe in classi da 1 a 10, precedute dalla lettera H:

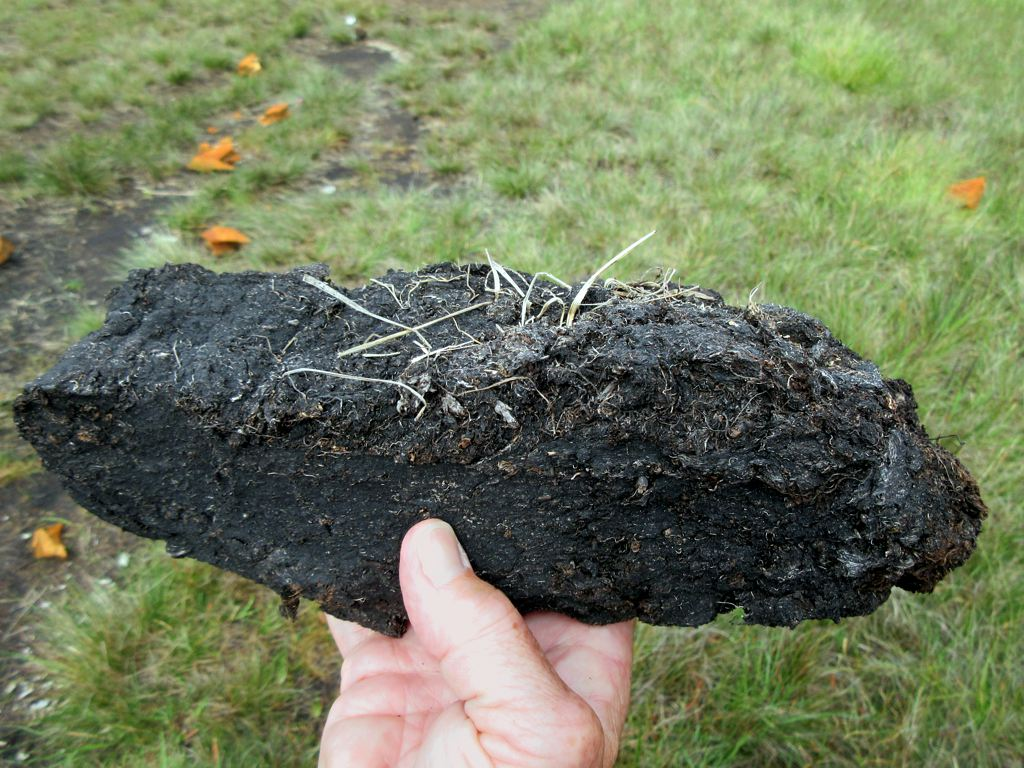
La torba è caratterizzata da un tipico colore scuro indice di uno strato del suolo ricco di materia organica parzialmente decomposta.

| Classe | tipo di torba                           |
| ------ | --------------------------------------- |
| H1-H3  | torba giovane (molto chiara)            |
| H2-H4  | torba bionda (poco decomposta)          |
| H3-H6  | torba bruna (decomposizione medio/alta) |
| H7-H10 | torba nera (molto decomposta)           |

## Distribuzione

PEATMAP Si tratta di un dataset di file shape GIS che mostra la distribuzione delle torbiere che coprono l'intero mondo

Circa il 60% delle zone umide della Terra è costituito da torba. I depositi di torba coprono un totale di circa il 3% delle terre emerse (da 3.850.000 a 4.100.000 km²) e contengono circa 550 miliardi di tonnellate di carbone. In Svezia circa il 15% della superficie è ricoperto da suoli ricchi di torba, prevalentemente utilizzati per il settore forestale e in minor parte per la produzione di substrati adoperati in floricoltura e ortocoltura, di cui la Svezia è uno dei principali esportatori in Europa. 

## Utilizzi
La torba è soffice e si comprime facilmente. Se pressata, l'acqua contenuta all'interno fuoriesce.

### Combustibile
In alcuni Paesi, come l'Irlanda e la Finlandia, e in zone povere di alberi, la torba viene usata come combustibile fossile, in particolare per cucinare e per riscaldamento. Pile di torba da essiccare, ricavate dalle torbiere, possono ancora essere notate in certe zone rurali di tali paesi.

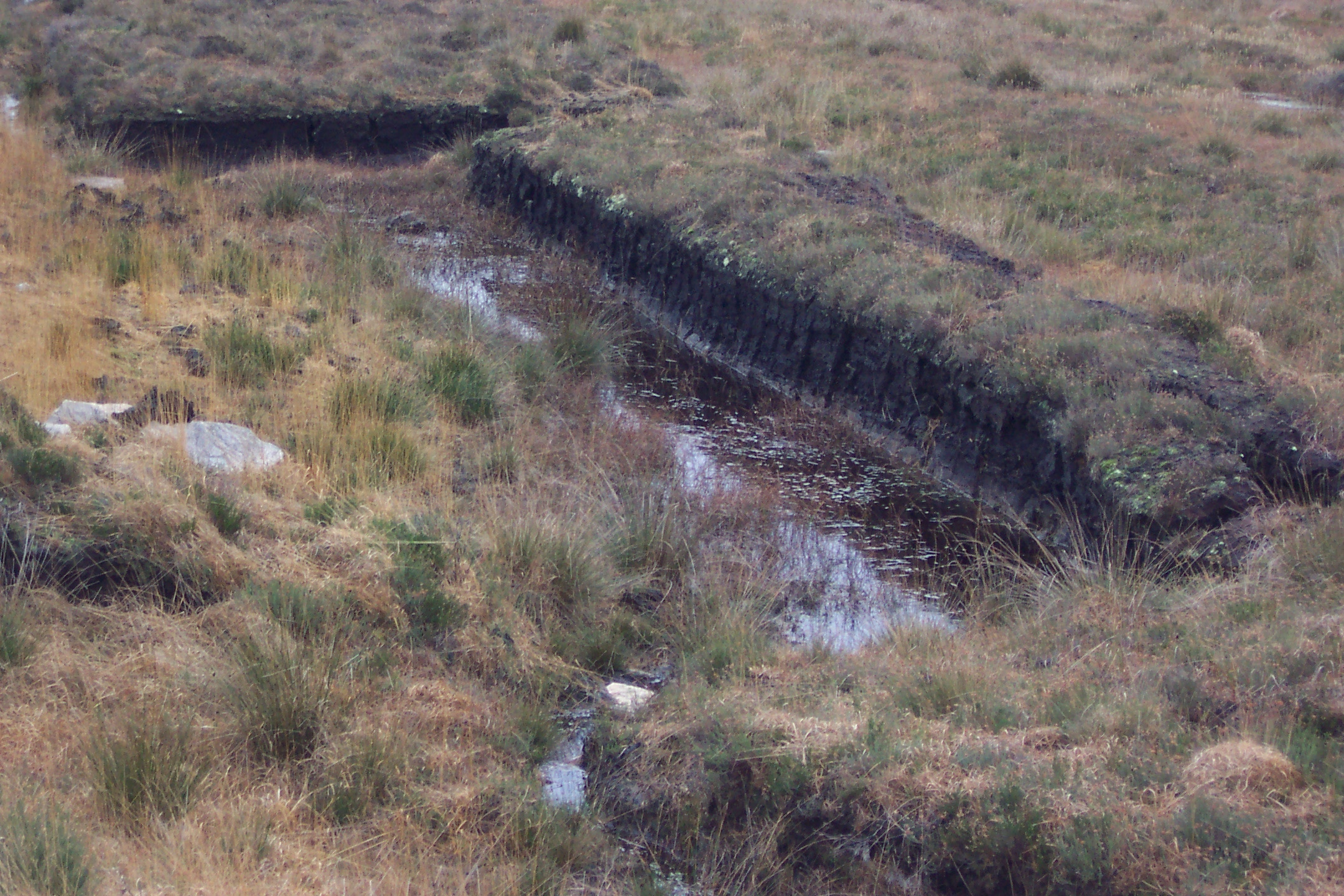
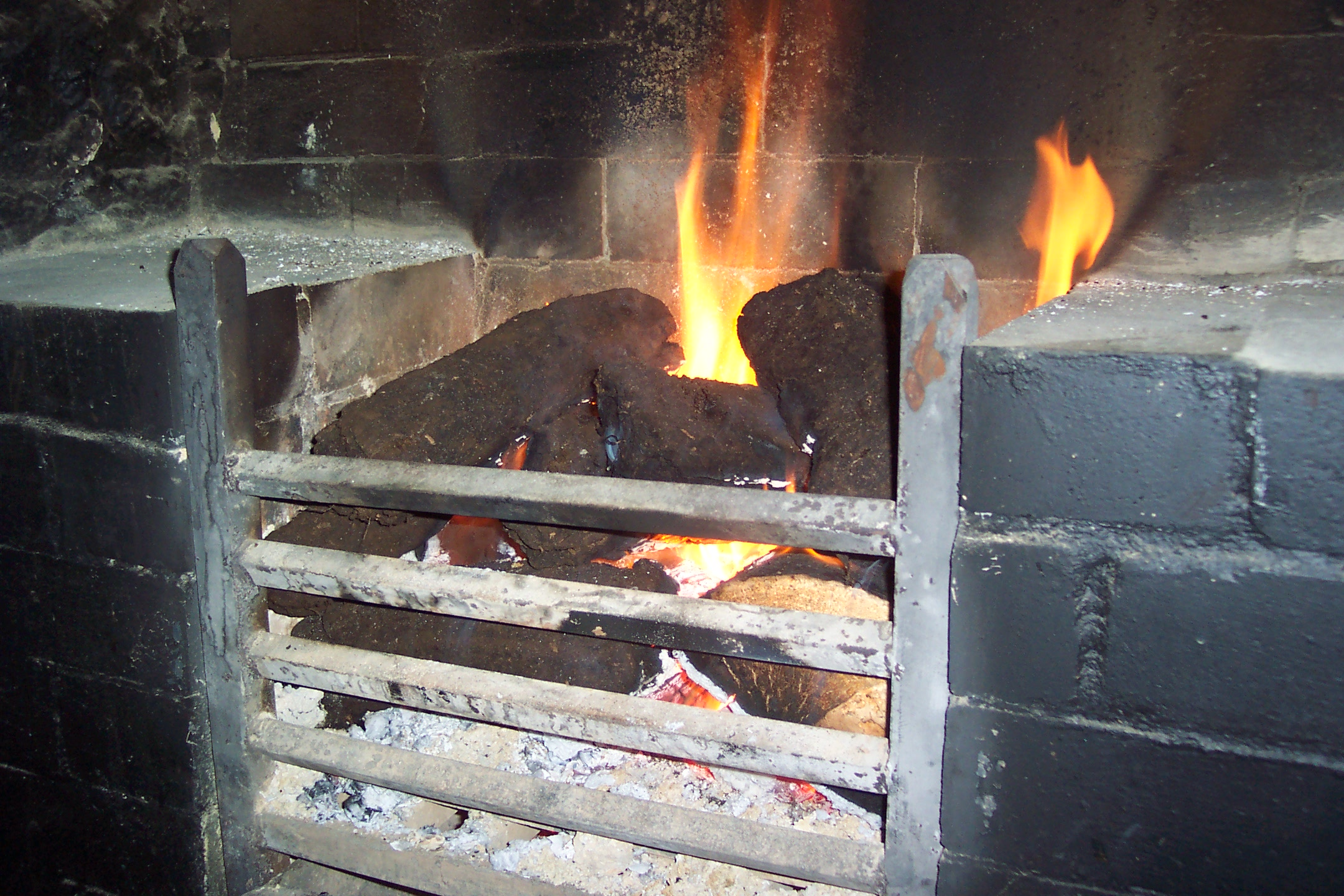

### Affumicatura ed essiccamento
Il processo di affumicatura mediante la torba, praticato soprattutto in Scozia, conferisce un aroma particolarmente forte e caratteristico. Con la torba viene affumicato il salmone e, soprattutto, il malto utilizzato per alcuni scotch whisky single malt, detti per l'appunto "torbati". Questo conferisce al distillato un caratteristico sapore, molto apprezzato dagli amanti della bevanda.

### Giardinaggio
La torba è il principale substrato vivaistico per la produzione di ogni tipo di pianta ornamentale e da frutto. A livello amatoriale e non vivaistico si utilizza soprattutto in giardinaggio e agricoltura, come ammendante ricco di sostanza organica, acidi umici e fulvici e nutrienti per il suolo. È venduta in sacchi di telo plastico di vari formati, quasi sempre in miscela tra i diversi tipi di torbe e con altri elementi come argilla, sabbia o fertilizzanti. Nel suolo favorisce la permeabilità, la radicazione delle piante, l'aerazione ed aumenta la leggerezza e la sofficità, fungendo anche da pacciamatura e da cappotto termoregolatore. 
La torba venduta in commercio è di tre tipi principali: torba per piante acidofile, torba mista neutralizzata e torba bionda acida di sfagno.
I tre terricci hanno una struttura chimica diversa: la torba per acidofile è una terra dal pH acido (4,5 - 5,5) e con fertilizzanti incorporati. 
La torba neutralizzata è una miscela di varie torbe a pH neutro adatta per l'uso con tutte le piante (acidofile escluse). 
La torba bionda acida di sfagno è una torba purissima dal pH bassissimo (3 - 3,5), quasi priva d'azoto e sali minerali, perfetta per le piante carnivore che vivono nelle torbiere.

### Metallurgia
I depositi di torba hanno avuto un'importanza storica nel campo della metallurgia. Durante l'alto medioevo, i vichinghi usavano il ferro di torba per produrre spade e armature.

### Cosmetici
La torba è usata anche nei trattamenti cosmetici, perché contiene acidi capaci di venire assorbiti dalla pelle e incrementare il metabolismo.

### Impatto ambientale dell'uso di torba
Al pari del carbone, la torba non è una risorsa rinnovabile. A causa dell'elevato impatto ambientale che comporta la sparizione delle torbiere, e del lento ma progressivo esaurirsi dei giacimenti, molte ditte produttrici ed enti pubblici agrari hanno svolto studi sulla sua sostituzione con materiali simili, senza trovare, però, soluzioni che dessero risultati accettabili per tutte le coltivazioni. Sono comunque in commercio prodotti senza torba adatti alla maggior parte degli usi.